# Benguiat Gothic
ITC Benguiat Gothic is een schreefloos lettertype, ontworpen door Ed Benguiat, en behorende tot de lettertypefamilie Benguiat. Beide lettertypen zijn lichtjes gebaseerd op lettertypen uit de art-nouveau-periode, maar hebben geen uitgesproken historisch model. Benguiat volgt een typisch ITC-design, door een extreem grote x-hoogte, gecombineerd met meerdere breedtes en zwaartes.
De lettertypefamilie bestaat uit 4 zwaartes in ieder 1 breedte, met bijbehorende cursief.
Het wordt door Bitstream ook verkocht onder de naam 'Informal 851'.